# Okresní soud v Mělníku
Okresní soud v Mělníku je okresní soud se sídlem v Mělníku, jehož odvolacím soudem je Krajský soud v Praze. Rozhoduje jako soud prvního stupně ve všech trestních a civilních věcech, ledaže jde o specializovanou agendu (nejzávažnější trestné činy, insolvenční řízení, spory ve věcech obchodních korporací, hospodářské soutěže, duševního vlastnictví apod.), která je svěřena krajskému soudu.

## Budova
Soud se nachází v čtyřpodlažní secesní budově na rohu ulic Krombholcova a Fibichova, která byla postavena karlínskou firmou Matěje Blechy v letech 1910–1911 na místě dřívější vinice Šafránice. Soud má na svém nárožním štítě českého lva, do roku 1918 zde byl císařský dvouhlavý orel. Ve dvoře dříve fungovala i věznice.

## Soudní obvod
Obvod Okresního soudu v Mělníku se zcela neshoduje s okresem Mělník, patří do něj území těchto obcí:
Borek •
Býkev •
Byšice •
Cítov •
Čečelice •
Dobřeň •
Dolní Beřkovice •
Dolní Zimoř •
Dřínov •
Dřísy •
Horní Počaply •
Hořín •
Hostín •
Hostín u Vojkovic •
Chlumín •
Chorušice •
Chvatěruby •
Jeviněves •
Kadlín •
Kanina •
Kly •
Kokořín •
Konětopy •
Kostelec nad Labem •
Kozomín •
Kralupy nad Vltavou •
Křenek •
Ledčice •
Lhota •
Lhotka •
Liběchov •
Libiš •
Liblice •
Lobeč •
Lužec nad Vltavou •
Malý Újezd •
Medonosy •
Mělnické Vtelno •
Mělník •
Mšeno •
Nebužely •
Nedomice •
Nelahozeves •
Neratovice •
Nosálov •
Nová Ves •
Obříství •
Ovčáry •
Řepín •
Spomyšl •
Stránka •
Střemy •
Tišice •
Tuhaň •
Tupadly •
Újezdec •
Úžice •
Velký Borek •
Veltrusy •
Vidim •
Vojkovice •
Vraňany •
Všestudy •
Všetaty •
Vysoká •
Zálezlice •
Záryby •
Zlončice •
Zlosyň •
Želízy